# Torre del Diavolo (montagna)
La Torre del Diavolo (in lakota: Mato Tipila, che significa "Torre dell'Orso", in inglese: Devils Tower) è una montagna degli Stati Uniti alta 1 588 m s.l.m. e 386 metri sul terreno circostante. Si trova nello Stato del Wyoming. 

## Storia
Deve il suo nome ad una spedizione del 1875, quando il colonnello Dodge, interpretando come "Bad God's Tower" il nome dato dai nativi americani alla montagna, iniziò a chiamarla Torre del Diavolo. 
La montagna rappresenta sicuramente uno dei paesaggi più caratteristici, tanto che attorno è stato fondato l'omonimo parco nazionale, meta di circa 400 000 visitatori l'anno. 
La particolarità di questa montagna è dovuta alle colonne basaltiche che la formano dovute al raffreddamento di un magma che si era intruso fra le rocce sedimentarie preesistenti. La successiva erosione di quest'ultime ne ha rivelato la natura magmatica così spettacolare.
Il 24 settembre 1906 la montagna fu dichiarata monumento nazionale (il primo in assoluto degli USA) dall'allora presidente Theodore Roosevelt. Il nome della montagna, nell'atto di istituzione del monumento fu indicato come Devils (senza l'apostrofo) Tower e così rimasto ufficialmente. La prima ascensione libera risale al 1937 ad opera di Fritz Wiessner.

## Leggende e culti
Una leggenda Lakota racconta che mentre sette bambine raccoglievano dei fiori ai piedi del monte, degli orsi si avvicinarono per divorarle, ma il Grande Spirito le salvò trasportandole in cima al picco. I solchi sui lati del monte sarebbero le incisioni degli artigli degli orsi, lasciate mentre questi tentavano di arrampicarsi e le bambine diventarono stelle, le famose Pleiadi.
Il picco è sacro per i Lakota, i Cheyenne e i Kiowa, che considerano un sacrilegio le scalate compiute da molti turisti. A giugno, periodo in cui si svolgono cerimonie sacre degli indiani locali, è richiesto, anche se non in via ufficiale, che gli scalatori evitino la salita del monte.

## Nella cultura popolare
È diventato familiare al grande pubblico grazie al film Incontri ravvicinati del terzo tipo del 1977 di Steven Spielberg. Appare anche nel film Paul del 2011 di Greg Mottola, sempre come luogo di incontro degli alieni.